# Dendrocryphaea crassinervis
Dendrocryphaea crassinervis är en bladmossart som beskrevs av Johannes Enroth 1995. Dendrocryphaea crassinervis ingår i släktet Dendrocryphaea och familjen Cryphaeaceae. Inga underarter finns listade i Catalogue of Life.